# Khaled Al-Hazaa
Khaled Al-Hazaa (Arabia Saudita; 2 de diciembre de 1971) es un exfutbolista de Arabia Saudita que jugaba en la posición de centrocampista.

## Carrera

### Club
Jugó toda su carrera con el Al-Nassr de 1988 a 2006, disputando 437 partidos y anotando 57 goles, fue campeón nacional en tres ocasiones, cuatro copas nacionales y cinco internacionales, y participó en la Copa Mundial de Clubes de la FIFA 2000.

### Selección nacional
Jugó para Arabia Saudita en seis ocasiones de 1992 a 1993 sin anotar goles, participó en la Copa Asiática 1992 y en la Copa Rey Fahd 1992.
A nivel menor participó en la Copa Mundial de Fútbol Sub-20 de 1989.

## Logros
- Liga Profesional Saudí: 3

1988–89, 1993–94, 1994–95
- Copa del Rey de Campeones: 3

1986, 1987, 1990
- Copa Federación de Arabia Saudita: 1

1997-98
- Recopa Asiática: 1

1997-98
- Supercopa de la AFC: 1

1998
- Copa de Clubes Campeones del Golfo: 2

1996, 1997